# Sutton (districte)
Sutton és un districte Londinenc, Regne Unit. Exactament de l'àrea coneguda com a Sud de Londres. Cobreix una àrea de 43 km². És un dels districtes més al sud de Londres i limita amb el districte de Merton al sud, Croydon a l'oest i Kingston upon Thames a l'est.

## Barris de Sutton
El districte de Sutton està format pels següents barris:
| - Beddington - Beddington Corner - Belmont - Benhilton - Carshalton - Carshalton Beeches - Carshalton on the Hill - Cheam - Hackbridge | - Little Woodcote - North Cheam - Rosehill - St. Helier - South Beddington - Sutton - The Wrythe - Wallington - Worcester Park |